# Autumn Eakin
Autumn Eakin (Nuevo México, 16 de diciembre de 1982 ¿?) es una directora de fotografía criada en Branson, Misuri. Ha ganado diferentes premios que aclaman su trayectoria profesional, como el Audience Award, por The light of the Moon, y dos Peabody Awards, por Mavis! y Don't Tell Anyone. También ha trabajado en series como 30 Rock y Orange Is the New Black de asistente de cámara.

## Biografía
Desarrolló su interés por la fotografía gracias a su padre, y en 1999 se matriculó en la Webster University de San Luis, en la carrera de estudios fílmicos con énfasis en la fotografía. Allí estudió durante cuatro años, en los que destacó por participar en actividades como "Women in media" y ganar distintos premios. Tras graduarse comenzó a trabajar inmediatamente como asistente de cámara para aclamados directores de fotografía como Vanja Cernjul, Maryse Alberti y Peter Agliata.
Eakin usó sus años de trabajo con Maryse Alberti (The Wrestler, Velvet Goldmine, Creed) y Vanja Cernjul (30 Rock, Orange Is the New Black, The Deuce) en una inspiración artística para su resurgir en su narrativa y filmografía documental. Escribe sobre todo historias con un toque de melancolía entre la esperanza y la desesperación. 
Ha grabado proyectos para plataformas como Netflix, HBO, The History Channel, NBC, Hulu, Northface, Ogilvy & Mather, AT&T y más, durante sus catorce años de carrera como miembro de IATSE Local 600.
También es miembro de la web Cinematographers XX, una herramienta muy respetada que contrata a mujeres experimentadas como directoras de fotografía. Este grupo ha sido fichado en The New York Times, BUST y The Washington Post. 
Hoy en día divide su tiempo entre Nueva York y Los Ángeles.

## Premios
- The light of the Moon (Jessica M. Thompson), ganadora de Audience Award
- Mavis! (HBO), ganadora de Peabody Awards
- Don’t Tell Anyone (PBS POV), ganadora de Peabody Awards

## Festivales[3]
- The light of the moon: SXSW Film Festival, BFI London Festival, Mill Valley Film Festival, Woodstock Film Festival, Greenwich International Film Festival, Calgary International Film Festival
- What’s revenge: 2017 Filmfort, Middle Coast Film Festival (Best Comedy), Eastern Oregon Film Festival, Thin Line Film Festival, Middlebury New Filmmakers Festival
- Wig Shop: Hamptons International Film Festival, Marfa Film Festival, Santa Barbara Jewish Film Festival
- We win: SXSW Film Festival, Vimeo Staff Pick
- Don't tell Anyone: Peabody Awards
- Mavis!: Peabody Awards, AFI Docs, Official Selection IDFA, Sheffield, Nantucket Film Festival, SXSW Film Festival, Hotdocs, Montclair Film Festival, Full Frame Documentary Film Festival, MF Film Festival
- Lenny: Sundance Film Festival
- Conrad & The Steam Plant: Nitehawk Shorts Festival, Cinequest Film Festival, Brooklyn Film Festival, Winter Film Awards, Disposable Film Festival
- Gaga: Five Foot Two: TIFF (Toronto International Film Festival)
- No man’s Land: Tribeca Film Festival, Camden International Film Festival, Big Sky Documentary Film Festival, Best Documentary Feature PTFF (Port Townsend Film Festival)
- Every Act of Life: Tribeca Film Festival
- Dave Grusin: Not Enough Time: Rhode Island International Film Festival, Knoxville Film Fest, BZN, Miami Jewish FIlm Festival, AFMX, Scottsdale International Film Festival, Copenhagen Jazz Film Festival, Riff Awards

## Filmografía[4]

### Como Directora de fotografía
- Pick up Return (2008) (Cortometraje)
- Live in 5 (2009) (Serie de TV)
- Tied Up (2011) (Cortometraje)
- Die the Good Death (2011) (Documental)
- Goldmund: Shenandoah (2011) (Cortometraje)
- P.O.V (2015) (Serie documental de TV) (1 episodio)
- Don’t Tell Anyone (2015) (Documental)
- The Beauty of Disaster (2015) (Cortometraje)
- What’s Revenge (2016)
- The Fourth Industrial Revolution (2016) (Cortometraje documental)
- Wig Shop (2016) (Cortometraje)
- The Light of the Moon (2017)
- 11/8/16 (2017) (Documental)
- One Day Home (2017) (Cortometraje)
- Lenny (2018) (Película para televisión)
- We Win (2018) (Cortometraje)
- Dave Grusin: Not Enough Time (2018) (Documental)
- Every Act of Life (2018) (Documental)
- Like Salt (2018) (Documental)
- Back to Malheur: Two Years Later (2018) (Cortometraje Documental)
- The Magnitudinous Iluminous (2018) (Cortometraje)
- Me Time (2019) (Cortometraje)
- Alguien especial (2019)
- No te lo vas a creer (2019)
- The True Adventures of Wolfboy (2019) (Directora de fotografía de segunda unidad)
- Design for All (2020) (Documental)
- Gloves Off (2020) (Cortometraje)
- Grand Army (2020) (Serie de TV) (2 episodios)
- Ms. Guidance (2020) (Serie de TV) (3 episodios)
- Grand Army (2020) (Serie de TV) (Directora de fotografía de segunda unidad - 4 episodios)
- Modern Love (2021) (Serie de TV) (2 episodios)
- Insecure (2021) (Serie de TV) (1 episodio)
- The Bride (2022)

### Como camarógrafa y departamento eléctrico
- They Fight (2018) (Documental) (fotografía adicional)
- RBG (2018) (Documental) (cámara adicional)
- Gaga: Five Foot Two (2017) (Documental) (fotografía adicional)
- Straight/Curve: Redefining Body Image (2017) (Documental) (fotografía adicional)
- Master of None (2017) (TV Series) (operadora de cámara - 1 episodio)
- No Man's Land (2017) (Documental) (fotografía adicional)
- Chelsea (2016) (Serie de TV) (operadora de cámara - 2 episodios)
- Janis (2015) (Documental) (cámara adicional)
- Mavis! (2015) (Documental) (fotografía Adicional)
- Witnesses NYC (2013) (Cortometraje documental) (cámara adicional)
- We Steal Secrets: La historia de WikiLeaks (2013) (Documental) (asistente de cámara adicional)
- Essie Jain, All Became Golden (2012) (Documental) (operadora de cámara)
- Cazatesoros (2012) (Serie documental de TV) (operadora de cámara - 12 episodios)
- Koch (2012) (Documental) (operadora de cámara)
- Love, Marilyn (2012) (Documental) (operadora de cámara)
- Nevo (2011) (Cortometraje) (asistente de cámara)
- When Harry Tries to Marry (2011) (asistente de cámara)
- War Paint (2011) (Cortometraje) (asistente de cámara)
- Dying for Franjibelle (2010) (Cortometraje) (operadora de cámara)
- Kingshighway (2010) (operadora de cámara)
- Flowers for Norma (2010) (Cortometraje) (primera asistente de cámara)
- The Northern Kingdom (2009) (asistente de cámara)
- Brüno (2009) (asistente de cámara adicional)
- Reyes (2009) (Serie de TV) (segunda asistente de cámara - 1 episodio)
- La vida privada de Pippa Lee (2009) (segunda asistente de cámara adicional - sin créditos)
- Tiro mortal (2008) (segunda asistente de cámara)
- The Coverup (2008) (operadora de cámara)
- El luchador (segunda asistente de cámara adicional)
- Rockefeller Plaza (Serie de TV) (segunda asistente de cámara - 31 episodios, 2006 - 2008) (asistente de cámara - 2 episodios, 2007 - 2008)
- Body/Antibody (2007) (asistente de cámara)
- Out of Omaha (2007) (asistente de cámara)
- Interview (2007) (primera asistente de cámara)
- Saving Shiloh (2006) (camera loader)
- Steel City (2006) (camera intern)
- The Tribesman (2005) (Cortometraje) (grip)
- Dial 'M' for Hobo (2004) (Cortometraje) (key grip)
- A Matter of Choice (2004) (Cortometraje) (still photographer)
- Lactose Intolerant (2004) (Cortometraje) (meritorio)

### Como actriz
- Be Here Nowish (2016) (Serie de TV) (Chica #9)
- Dying for Franjibelle (2010) (Cortometraje) (Liz de mayor)

### Como productora
- What’s revenge (2016) (coproductora)